# Lijst van Belgische geschiedkundigen
Dit is een (onvolledige) lijst van historici uit de Zuidelijke Nederlanden en uit het koninkrijk België.

## 10e eeuw
- Folcuin van Lobbes (ca. 935-990)
- Heriger van Lobbes (ca. 942-1007)

## 11e eeuw
- Sigebert van Gembloers (ca. 1030-1112)

## 12e eeuw
- Galbert van Brugge (ca. 1127)
- Lambert van Sint-Omaars (ca. 1120)
- Rudolf van Sint-Truiden (ca. 1070–1138)
- Herman van Doornik (ca. 1150)
- Giselbert van Bergen (ca. 1195)

## 13e eeuw
- Gillis van Orval († ca. 1250)
- Alberik van Trois-Fontaines († na 1252)
- Jacob van Maerlant (ca. 1230-1235 – ca. 1288-1300)

## 14e eeuw
- Gilles Li Muisit (1272-1352)
- Jan van Boendale (ca. 1280 - ca. 1351)

## 15e eeuw
- Hennen van Merchtenen (1360 - na 1415)
- Emond de Dynter (1375-1448)
- Petrus de Thimo (1393-1474)
- Olivier van Diksmuide († 1459)
- Walter Bosch (ca. 1425-1500)
- Anthonis de Roovere (ca. 1430-1482)

## 16e eeuw
- Jan van Doesborch († 1536)
- Adrianus Barlandus (1486-1538)
- Jacobus Meyerus (1491-1552)
- Joos de Damhouder (1507-1581)
- Marcus van Vaernewijck (1516-1569)
- Lodovico Guicciardini (1521-1589)
- Cornelis Kiliaan (ca. 1529-1607)
- Johannes Molanus (1533-1585)
- Pierre d'Oudegherst (1540-1592)
- Justus Lipsius (1547-1606)
- Maximiliaan de Vriendt (1559-1614)
- Jean-Baptiste Gramaye (1579-1635)
- Olivarius Vredius (1596-1652)

## 17e eeuw
- Franciscus Haraeus (1555-1631)
- Hendrik van Haestens (ca. 1566 - ca. 1629)
- Famiano Strada (1572-1649)
- Aubertus Miraeus (1573-1640)
- Antonius Sanderus (1586-1664)
- Christophorus Butkens (1590-1650)
- Jean-Jacques Chifflet (1614-1666)
- Jan Baptist Christyn (1630-1690)

## 18e eeuw
- Cornelius Franciscus de Nelis (1736-1798)
- Jan Des Roches (1740-1787)
- Jean-Baptiste Lesbroussart (1747-1818)

## 19e eeuw
- Jan Jozef Raepsaet (1750-1832)
- Maarten de Bast (1753-1825)
- Charles-Louis Diericx (1756-1822)
- Louis Dewez (1760-1838)
- Jean de Smet (1794-1877)
- Frédéric de Reiffenberg (1795-1850)
- Louis-Prosper Gachard (1800-1885)
- Jan Baptist David (1801-1866)
- Henri Moke (1803-1862)
- Pierre François Xavier de Ram (1804-1865)
- Alexandre Namèche (1811-1893)
- Jules Borgnet (1817-1872)
- Joseph Kervyn de Lettenhove (1817-1891)
- Alphonse Wauters (1817-1898)
- Théodore Juste (1818-1888)
- Louis Gilliodts-Van Severen (1827-1915)
- Charles Duvivier (1834-1909)
- Stanislas Bormans (1835-1912)
- Napoleon de Pauw (1835-1922)
- Léon Vanderkindere (1842-1906)
- Godefroid Kurth (1847-1916)
- Paul Fredericq (1850-1920)
- Alfred Cauchie (1860-1922)
- Ursmer Berlière (1861-1932)
- Édouard Poncelet (1865-1947)
- Charles Terlinden (1878-1972)

## 20e eeuw
Belgische historici
- Léon Vanderkindere (1841-1906)
- Henri Pirenne (1862-1935)
- Robert van Roosbroeck (1868-1939)
- Guillaume Des Marez (1870-1931)
- Jozef Laenen (1871-1940)
- Léon van der Essen (1883-1963)
- François Louis Ganshof (1895-1980)
- Hans Van Werveke (1898-1974)
- Hendrik Elias (1902-1973)
- Jan Van Houtte (1913-2002)
- Karel Van Isacker (1913-2010)
- Jan Dhondt (1915-1972)
- Jean Stengers (1922-2002)
- Jan Craeybeckx (1923-2011)
- Philippe Godding (1926-2013)
- Raoul Van Caenegem (1927-2018)
- Herman Van der Wee (1928)
- Adriaan Verhulst (1929-2002)
- Lode Wils (1929-2024)
- Denise De Weerdt (1930-2015)
- Michel Cloet (1931)
- Reginald De Schryver (1932-2012)
- Claire Dickstein-Bernard (1933-2020)
- Raymond Van Uytven (1933-2018)
- Romain Van Eenoo (1934)
- Walter Prevenier (1934)
- Herman Balthazar (1938)
- Emiel Lamberts (1941)
- Els Witte (1941)
- Hervé Hasquin (1942)
- Hilde De Ridder-Symoens (1943-2023)
- Johan Decavele (1943)
- Jan Roegiers (1944-2013)
- Wim Blockmans (1945)
- Louis Vos (1945)

Regionale geschiedschrijving
- Floris Prims (1882-1954)
- Jan Lindemans (1888-1963)
- Octaaf Mus (1925-2011)
- Paul Kempeneers (1935)
- Leon Van Buyten (1939)
- Maurits Wynants (1944-2005)
- Gilbert Huybens (1949)
- Jan Verbesselt
- Ewald Delbaere

## 21e eeuw
Belgische historici
- Gustaaf Janssens (1948)
- Jos Monballyu (1948)
- Anne Morelli (1948)
- Emmanuel Gerard (1952)
- Marc Boone (1955)
- Mathieu Zana Etambala (1955)
- Luc Duerloo (1958)
- Rolf Falter (1958)
- Paul Trio (1958)
- Herman Van Goethem (1958)
- Erik Buyst (1960)
- Bruno De Wever (1960)
- Johan Tollebeek (1960)
- Heidi Deneweth (1961)
- Sophie De Schaepdrijver (1961)
- Vincent Scheltiens (1962)
- Hans Cools (1969)
- Kaat Wils (1969)
- Marnix Beyen (1971)
- David Van Reybrouck (1971)
- Magaly Rodriguez Garcia (1973)
- Jan Dumolyn (1974)
- Annelien De Dijn (1977)
- Jelle Haemers (1980)
- Bram Vannieuwenhuyze (1980)